# Щукін Лев Кирилович
Лев Кирилович Щукін (рос. Лев Кириллович Щукин; 29 жовтня 1923, Ногінськ — 1 травня 2009, Мінськ) — радянський льотчик, ас-винищувач реактивної авіації, полковник. У роки Корейської війни командир ланки 18-го гвардійського винищувального авіаційного полку 303-ї винищувальної авіаційної дивізії 64-го винищувального авіаційного корпусу 54-ї окремої армії ППО. Герой Радянського Союзу (1951).

## Біографія
Лев Щукін народився 29 жовтня 1923 року в місті Ногінськ (нині Московська область). Незабаром сім'я переїхала в місто Краснодар. У 1941 році Лев Щукін закінчив 10 класів школи та Краснодарський аероклуб.
З 1941 року служив у Червоній армії, у серпні 1941 року вступив до Одеської військової авіаційної школи пілотів, яку закінчив на початку 1944 року у званні молодшого лейтенанта. Однак після закінчення школи направлений не на фронт, а льотчиком-інструктором 13-го запасного винищувального авіаційного полку. У серпні 1945 року переведений у 18-й гвардійський винищувальний авіаційний полк (303-тя винищувальна авіаційна дивізія), у складі якого прослужив до літа 1952 року. Полк спочатку входив до складу Білоруського військового округу, 1948 року переданий до складу Московського району ППО. У 1947 році освоїв реактивний літак Як-15. Учасник повітряного параду 1 травня 1948 року в Москві над Красною площею — тоді вперше на широкій публіці було показано реактивну авіацію. Навесні 1950 року освоїв реактивний винищувач МіГ-15. З початком Корейської війни полк був перекинутий на Далекий Схід і переданий до складу 54-ї повітряної армії, прикриваючи в повітрі Приморський край. У березні 1951 року полк і дивізію перекинули до Північного Китаю, де почали активно готуватися до бойових дій.
8 травня 1951 року командир ланки 1-ї ескадрильї 18-го гвардійського винищувального авіаполку гвардії старший лейтенант Лев Щукін вперше здійснив бойовий виліт, відбиваючи атаки авіації США та їхніх союзників на Північну Корею. Безпосередньо брав участь у боях з 8 травня 1951 року до 11 січня 1952 року. За цей час здійснив 121 бойовий виліт, провів 37 повітряних боїв, у яких збив 15 літаків противника особисто і 2 — у складі групи. Третій за результативністю радянський ас цієї війни після Миколи Сутягіна (21 перемога) і Євгена Пепеляєва (20 перемог). Сам був двічі збитий, отримав поранення і травми. За словами Щукіна, коли він вдруге спускався на парашуті після катапультування з підбитого літака, американські льотчики намагалися розстріляти його в повітрі, але промахнулися.
У листопаді 1951 року під час битви в небі Північної Кореї з винищувачами ВПС США, американці провели масований наліт (48 F-84) на шосейну дорогу в районі Ансю. У першому вильоті капітан Щукін спільно зі старшим лейтенантом Астаповським вразили по одному літаку F-84. Під час подальшого бою Щукін збив ще один F-84.
Указом Президії Верховної Ради СРСР від 13 листопада 1951 року за мужність і відвагу, виявлені під час виконання військового обов'язку, гвардії старшому лейтенантові Щукіну Льву Кириловичу надано звання Героя Радянського Союзу з врученням ордена Леніна і медалі «Золота Зірка» (№ 9279).
У 1952 році його направили на навчання, 1956 року закінчив Військово-повітряну академію. У 1956 році гвардії підполковник Щукін призначений помічником командира 940-го винищувально-бомбардувального авіаційного полку з повітряно-стрілецької служби, з 1960 року — заступник командира, а з 1962 року — командир цього полку. З 1967 року - заступник начальника відділу бойової підготовки 26-ї повітряної армії. З 1967 по 1970 роки служив військовим радником у Демократичній Республіці В'єтнам, а потім у Єгипті. З 1973 по 1976 роки - у складі координаційної групи з надання сприяння в бойовій підготовці Збройних Сил країн — учасниць Варшавського договору працював у ВПС Народної армії Болгарії.
З 1977 року полковник Лев Щукін — у відставці. Жив у Мінську. Помер 1 травня 2009 року. Похований на Східному кладовищі Мінська.

## Нагороди
- Герой Радянського Союзу (13 листопада 1951)
- Орден «За службу Батьківщині» (Білорусь, 15 квітня 1999)
- 2 ордени Леніна (13 листопада 1951, 22 вересня 1952);
- Орден Червоного Прапора (10 жовтня 1951)
- Орден Червоної Зірки (30 грудня 1956)
- Орден «9 вересня 1944 року» 1-го ступеня з мечами (Болгарія)
- Медаль «За бойові заслуги» (19 листопада 1951)
- Медаль «Китайсько-радянська дружба» (КНР)